# Pyrton
Pyrton – wieś w Anglii, w hrabstwie Oxfordshire, w dystrykcie South Oxfordshire. Leży 21 km na południowy wschód od Oksfordu i 64 km na zachód od Londynu. W 2011 miejscowość liczyła 227 mieszkańców.